# Пецей
Пецей (на гръцки: Πετζέας) е византийски командир и провинциален управител при Алексий I Комнин .
Пецей е известен само от няколко кратки препратки в „Алексиада“. През 1098 г. той е подчинен на великия дука Йоан Дука по време на кампанията на последния за възвръщането на егейското крайбрежие на Анатолия от селджукските турци. След превземането на Ефес Пецей е назначен за управител на града (дук).  Остава на поста до 1105/6 г., когато е изпратен да замени Кантакузин като управител на Лаодикея на Ликус. Нищо повече не се знае за него. 

## Цитирана литература
- ((fr)) Skoulatos, Basile (1980). Les personnages byzantins de I'Alexiade: Analyse prosopographique et synthèse. Louvain-la-Neuve, Belgium: Nauwelaerts

|  | Тази страница частично или изцяло представлява превод на страницата Petzeas в Уикипедия на английски. Оригиналният текст, както и този превод, са защитени от Лиценза „Криейтив Комънс – Признание – Споделяне на споделеното“, а за съдържание, създадено преди юни 2009 година – от Лиценза за свободна документация на ГНУ. Прегледайте историята на редакциите на оригиналната страница, както и на преводната страница, за да видите списъка на съавторите. ВАЖНО: Този шаблон се отнася единствено до авторските права върху съдържанието на статията. Добавянето му не отменя изискването да се посочват конкретни източници на твърденията, които да бъдат благонадеждни. |